# U/21 Europamesterskabet i fodbold 2004
U-21 Europamesterskabet i fodbold 2004 blev spillet på fire forskellige stadioner i Tyskland fra den 27. maj til den 8. juni 2004. Turneringen blev vundet af Italien, der slog Serbien og Montenegro i finalen med 3-0.
De tre bedst placerede hold i turneringen kvalificerede sig samtidigt til at repræsentere Europa ved sommer-OL 2004 sammen med værtslandet Grækenland. 

## Gruppespil

### Gruppe A
| Hold                  | K | V | U | T | M+ | M- | MF | P |
| --------------------- | - | - | - | - | -- | -- | -- | - |
| Italien               | 3 | 2 | 0 | 1 | 4  | 3  | +1 | 6 |
| Serbien og Montenegro | 3 | 2 | 0 | 1 | 6  | 5  | +1 | 6 |
| Hviderusland          | 3 | 1 | 1 | 1 | 4  | 4  | 0  | 4 |
| Kroatien              | 3 | 0 | 1 | 2 | 3  | 5  | −2 | 1 |

| 27. maj 2004 18:15 |

| Serbien og Montenegro                  | 3 – 2   | Kroatien                     |
| -------------------------------------- | ------- | ---------------------------- |
| Lazović 37' · Lovre 47' · Ivanović 86' | Rapport | Eduardo 49' · Kranjčar 68' · |

| Niederrheinstadion, Oberhausen Dommer: Luis Medina Cantalejo (Spanien) |

| 27. maj 2004 20:45 |

| Italien       | 1 – 2   | Hviderusland                |
| ------------- | ------- | --------------------------- |
| Gilardino 58' | Rapport | Kirenkin 6' · A. Hleb 44' · |

| Ruhrstadion, Bochum Dommer: Matthew David Messias (England) |

| 29. maj 2004 15:30 |

| Hviderusland  | 1 – 1   | Kroatien    |
| ------------- | ------- | ----------- |
| Kirylchyk 82' | Rapport | Lučić 38' · |

| Niederrheinstadion, Oberhausen Dommer: Michal Beneš (Tjekkiet) |

| 29. maj 2004 20:45 |

| Italien         | 2 – 1   | Serbien og Montenegro |
| --------------- | ------- | --------------------- |
| Sculli 30', 53' | Rapport | Vukčević 86' ·        |

| Ruhrstadion, Bochum Dommer: Grzegorz Gilewski (Polen) |

| 1. juni 2004 20:45 |

| Italien      | 1 – 0   | Kroatien |
| ------------ | ------- | -------- |
| De Rossi 21' | Rapport |          |

| Ruhrstadion, Bochum Dommer: Bertrand Layec (Frankrig) |

| 1. juni 2004 20:45 |

| Hviderusland | 1 – 2   | Serbien og Montenegro                  |
| ------------ | ------- | -------------------------------------- |
| Shkabara 13' | Rapport | Lazović 47' (str.) · Milovanović 55' · |

| Niederrheinstadion, Oberhausen Dommer: Alexandru Tudor (Rumænien) |

### Gruppe B
| Hold     | K | V | U | T | M+ | M- | MF | P |
| -------- | - | - | - | - | -- | -- | -- | - |
| Sverige  | 3 | 3 | 0 | 0 | 8  | 3  | +5 | 9 |
| Portugal | 3 | 1 | 1 | 1 | 5  | 6  | −1 | 4 |
| Tyskland | 3 | 1 | 0 | 2 | 4  | 5  | −1 | 3 |
| Schweiz  | 3 | 0 | 1 | 2 | 4  | 7  | −3 | 1 |

| 28. maj 2004 18:15 |

| Tyskland                    | 2 – 1   | Schweiz        |
| --------------------------- | ------- | -------------- |
| Auer 21' · Hitzlsperger 63' | Rapport | D. Degen 75' · |

| Stadion am Bruchweg, Mainz Dommer: Bertrand Layec (Frankrig) |

| 28. maj 2004 20:45 |

| Sverige                          | 3 – 1   | Portugal      |
| -------------------------------- | ------- | ------------- |
| Elmander 40', 50' · Ishizaki 71' | Rapport | Almeida 28' · |

| Carl-Benz-Stadion, Mannheim Dommer: Alexandru Tudor (Rumænien) |

| 30. maj 2004 18:15 |

| Tyskland | 1 – 2   | Sverige                      |
| -------- | ------- | ---------------------------- |
| Auer 84' | Rapport | Jönsson 49' · Elmander 62' · |

| Carl-Benz-Stadion, Mannheim Dommer: Luis Medina Cantalejo (Spanien) |

| 30. maj 2004 20:45 |

| Schweiz                     | 2 – 2   | Portugal                                  |
| --------------------------- | ------- | ----------------------------------------- |
| Vonlanthen 57' · Baykal 86' | Rapport | Carlos Martins 66' (str.) · Almeida 71' · |

| Stadion am Bruchweg, Mainz Dommer: Matthew David Messias (England) |

| 2. juni 2004 18:15 |

| Tyskland           | 1 – 2   | Portugal                     |
| ------------------ | ------- | ---------------------------- |
| Schweinsteiger 41' | Rapport | Almeida 24' · Lourenço 78' · |

| Stadion am Bruchweg, Mainz Dommer: Grzegorz Gilewski (Polen) |

| 2. juni 2004 18:15 |

| Schweiz      | 1 – 3   | Sverige                                |
| ------------ | ------- | -------------------------------------- |
| Barnetta 21' | Rapport | Jaggy 40' (sm.) · Rosenberg 62', 88' · |

| Carl-Benz-Stadion, Mannheim Dommer: Michal Beneš (Tjekkiet) |

## Slutspil

### Overblik
|  | Semifinaler               | Semifinaler           |   |  | Finale           | Finale |  |
|  |                           |                       |   |  |                  |        |  |
|  | 5. juni – Bochum          |                       |   |  |                  |        |  |
|  | Sverige                   | 1 (5)                 |   |  |                  |        |  |
|  | Serbien og Montenegro (s) | 1 (6)                 |   |  |                  |        |  |
|  |                           |                       |   |  |                  |        |  |
|  |                           |                       |   |  | 8. juni – Bochum |        |  |
|  |                           |                       |   |  | Italien          | 3      |  |
|  |                           | Serbien og Montenegro | 0 |  |                  |        |  |
|  |                           |                       |   |  |                  |        |  |
|  |                           |                       |   |  |                  |        |  |
|  |                           |                       |   |  |                  |        |  |
|  | 5. juni – Oberhausen      |                       |   |  |                  |        |  |
|  | Italien                   | 3                     |   |  |                  |        |  |
|  | Portugal                  | 1                     |   |  |                  |        |  |

### Semifinaler
| 5. juni 2004 18:15 |

| Sverige        | 1 – 1 (e.f.s) | Serbien og Montenegro |
| -------------- | ------------- | --------------------- |
| Stefanidis 36' | Rapport       | Marić 90+1' ·         |

| Niederrheinstadion, Oberhausen Dommer: Matthew David Messias (England) |

|                                                     |       | Straffesparkskonkurrence                                 |  |
| Ishizaki Jönsson Holmén Dorsin Rosenberg Stefanidis | 5 – 6 | Delibašić Vukčević Milovanović Đalović Miladinović Marić |  |

| 5. juni 2004 20:45 |

| Italien                        | 3 – 1   | Portugal       |
| ------------------------------ | ------- | -------------- |
| Gilardino 19', 77' · Pinzi 24' | Rapport | Oliveira 28' · |

| Ruhrstadion, Bochum Dommer: Michal Beneš (Tjekkiet) |

### Olympisk play-off
| 8. juni 2004 18:15 |

| Portugal                                          | 3 – 2 (e.f.s.) | Sverige                          |
| ------------------------------------------------- | -------------- | -------------------------------- |
| Viana 76' (str.) · J. Ribeiro 84' · Carlitos 114' | Rapport        | Elmander 45+1' · Rosenberg 90' · |

| Niederrheinstadion, Oberhausen Dommer: Bertrand Layec (Frankrig) |

### Finale
| 8. juni 2004 21:00 |

| Italien                                 | 3 – 0   | Serbien og Montenegro |
| --------------------------------------- | ------- | --------------------- |
| De Rossi 32' · Bovo 83' · Gilardino 85' | Rapport |                       |

| Ruhrstadion, Bochum Dommer: Luis Medina Cantalejo (Spanien) |

| ITALIEN:        |    |                    |     |       |
|                 |    |                    |     |       |
|                 | 1  | Marco Amelia       |     |       |
|                 | 3  | Emiliano Moretti   |     |       |
|                 | 5  | Daniele Bonera     |     | 90+5' |
|                 | 6  | Daniele De Rossi   | 29' |       |
|                 | 8  | Angelo Palombo     |     |       |
|                 | 9  | Alberto Gilardino  |     |       |
|                 | 11 | Giuseppe Sculli    |     | 74'   |
|                 | 13 | Andrea Barzagli    |     |       |
|                 | 14 | Cesare Bovo        |     |       |
|                 | 15 | Marco Donadel      | 28' | 88'   |
|                 | 17 | Giandomenico Mesto |     |       |
| Udskiftere:     |    |                    |     |       |
|                 | 19 | Simone Del Nero    | 80' | 74'   |
|                 | 10 | Matteo Brighi      |     | 88'   |
|                 | 2  | Cristian Zaccardo  |     | 90+5' |
| Træner:         |    |                    |     |       |
| Claudio Gentile |    |                    |     |       |

| SERBIEN OG MONTENEGRO: |    |                    |          |     |
|                        |    |                    |          |     |
|                        | 1  | Nikola Milojević   |          |     |
|                        | 2  | Dragan Stančić     |          |     |
|                        | 3  | Nikola Mijailović  | 11', 34' |     |
|                        | 6  | Marko Baša         |          |     |
|                        | 7  | Danko Lazović      |          |     |
|                        | 10 | Miloš Marić        |          |     |
|                        | 14 | Bojan Miladinović  |          | 83' |
|                        | 15 | Dejan Milovanović  |          | 63' |
|                        | 16 | Milan Biševac      | 50'      |     |
|                        | 19 | Branislav Ivanović | 90+2'    |     |
|                        | 21 | Radomir Đalović    |          | 45' |
| Udskiftere:            |    |                    |          |     |
|                        | 17 | Simon Vukčević     |          | 45' |
|                        | 11 | Igor Matić         | 87'      | 63' |
|                        | 13 | Bojan Neziri       |          | 83' |
| Træner:                |    |                    |          |     |
| Vladimir Petrović      |    |                    |          |     |

| Linjedommere: Victoriano Giraldez Carrasco (Spaniens fodboldforbund) Mark Simons (Belgien) Fjerdedommer: Matthew David Messias (England) |

## Målscorere
| 4 mål - Alberto Gilardino - Johan Elmander 3 mål - Hugo Almeida - Markus Rosenberg 2 mål - Benjamin Auer - Daniele De Rossi - Giuseppe Sculli - Danko Lazović 1 mål - Alexander Hleb - Raman Kirenkin - Pavel Kirylchyk - Aleh Shkabara - Niko Kranjčar - Mario Lučić - Eduardo da Silva - Thomas Hitzlsperger - Bastian Schweinsteiger - Cesare Bovo - Giampiero Pinzi | 1 mål, fortsat - Carlitos - Luis Lourenço - Carlos Martins - Pedro Oliveira - Jorge Ribeiro - Hugo Viana - Branislav Ivanović - Goran Lovre - Miloš Marić - Dejan Milovanović - Simon Vukčević - Stefan Ishizaki - Jon Jönsson - Babis Stefanidis - Tranquillo Barnetta - David Degen - Baykal Kulaksızoğlu - Johan Vonlanthen Selvmål - Kim Jaggy (for Sverige) |